# Sorbus maderensis
Sorbus maderensis là một loài thực vật thuộc họ Rosaceae. Đây là loài đặc hữu của Bồ Đào Nha. Chúng hiện đang bị đe dọa vì mất môi trường sống.